# Іванівське водосховище
 Іванівське водосхо́вище  — невелике руслове водосховище на річці Гусинка (ліва притока р. Великий Бурлук). Розташоване в Шевченківському районі Харківської області.
- Водосховище побудовано в 1974 році по проекту Харківської філії інституту "Укрдіпроводгосп".
- Призначення - зрошення, риборозведення, рекреація.
- Вид регулювання - сезонне.

## Основні параметри водосховища
- нормальний підпірний рівень — 110,3 м;
- форсований підпірний рівень — 111,8 м;
- рівень мертвого об'єму — 108,0 м;
- повний об'єм — 2,60 млн м³;
- корисний об'єм — 2,22 млн м³;
- площа дзеркала — 135 га;
- довжина — 3,3 км;
- середня ширина - 0,41 км;
- максимальні ширина - 0,57 км;
- середня глибина — 1,93 м;
- максимальна глибина — 4,5 м.

## Основні гідрологічні характеристики
- Площа водозбірного басейну - 182 км².
- Річний об'єм стоку 50% забезпеченості - 7,20 млн м³.
- Паводковий стік 50% забезпеченості - 6,40 млн м³.
- Максимальні витрати води 1% забезпеченості - 136 м³/с.

## Склад гідротехнічних споруд
- Глуха земляна гребля довжиною - 380 м, висотою - 4,5 м, шириною - 10 м. Закладення верхового укосу - 1:8, низового укосу - 1:2,5.
- Шахтний водоскид із монолітного залізобетону висотою - 5,5 м, розмірами 2(5х5)м.
- Водоскидний чотирьохвічковий тунель довжиною - 28 м, розмірами 4(2х2,3)м.
- Донний водоспуск із чотирьох сталевих труб діаметром 400 мм, обладнаних засувками. Розрахункова витрата - 1,8 м³/с.

## Використання водосховища
Водосховище було побудовано для зрошення в колгоспі ім. Фрунзе Шевченківського району.
Гідротехнічні споруди Іванівського водосховища знаходяться на балансі ТОВ «Харківагро-2000», як правонаступника КСП ім. Фрунзе. Землі водного фонду Іванівського водосховища були передані МКСП «Бестер» в постійне користування. В 2000 році відповідно до рішення колективу МКСП «Бестер» та рішення зборів засновників ТОВ «Харківагро-2000» була проведена реорганізація МКСП «Бестер» шляхом приєднання до ТОВ «Харківагро-2000». 
В 2004 році між Шевченківською районною державною адміністрацією та ТОВ «Харківагро-2000» був укладений договір оренди земельної ділянки водного фонду Іванівського водосховища строком на 50 років.